# بيت زرعة
بيت زرعة هي مدينة في محافظة عمان شمال غرب الأردن.